# ایشینوسوکه اووانو
ایشینوسوکه اووانو (به ژاپنی: 上野 石之助)، زاده اکتبر ۱۹۲۲، سرباز پیشین نیروی دریایی پادشاهی ژاپن است که در آوریل سال ۲۰۰۶ میلادی نامش به این خاطر در رسانه‌ها مطرح شد که متوجه شدند او پس از گذشت شش دهه از پایان جنگ جهانی دوم در اوکراین زندگی می‌کند. در گزارش‌های رسمی دولت ژاپن او را کشته شده در جنگ می‌پنداشتند.

## زندگی
اووانو در پایان جنگ جهانی دوم در نیمه ژاپنی جزیره ساخالین بود و آخرین گزارش دیده شدن او مربوط به سال ۱۹۵۸ بود. او سپس با زنی اوکراینی ازدواج کرد و در ۱۹۶۵ میلادی به اوکراین رفته و در شهر ژیتومیر در ۹۰ مایلی شرق پایتخت اوکراین (کی‌یف) به زندگی ادامه داد و صاحب سه فرزند شد. اما نبود ارتباط با خانواده باعث شد تا سرانجام خانواده‌اش در سال ۲۰۰۰، دست از تلاش برای یافتن او برداشته و مرگ رسمی او توسط دولت ژاپن تایید شود.
اووانو در شهر خودش از کسی خواسته بود تا به او در یافتن آشنایان ژاپنی‌اش کمک کند و همین به دیدار او از سفارت ژاپن در کی‌یف انجامید. او در هنگام بازگشت به سرزمین مادری‌اش، ژاپن، مجبور بود با پاسپورت اوکراینی وارد خاک ژاپن شود چون از دید دولت ژاپن مرده بود.